# Jamarica
Jamarica is een plaats in de gemeente Kutina in de Kroatische provincie Sisak-Moslavina. De plaats telt 452 inwoners (2001).